# ナイコメッド
ナイコメッド（英: Nycomed International Management GmbH）は、スイス・チューリッヒに本社を置く製薬会社。2006年度の売上高は約34億ユーロ。ノルウェー、デンマーク、ポーランド、オーストリア、ベルギー、ドイツ、エストニア、インド、メキシコ、ブラジルおよびアルゼンチンに生産拠点を置き、グループ全体で12,500名の従業員を有する。

## 沿革
薬学者M.Nyegaardにより、1874年にノルウェーで創業。1890年から1986年まではNyegaard & Co.と称していた。1913年に、アスピリンのジェネリック医薬品の生産を開始。1969年に、造影剤アミパークを発売。次いでオムニパークを上市した。1986年、ノルウェーの電力会社であるハフスランド (Hafslund (company)) に買収され、次いで1994年には診断部門が米国スターリングウィンスロップ社 (Sterling Drug) に買収された。1996年には治療薬部門のナイコメッドファーマ社と診断薬部門ナイコメッドイメージング社を分割。イメージング社はイギリスのアマシャム社に統合した。1999年、治療薬の製造を行う企業として、ナイコメッドの名称で改めて会社設立。2007年にはドイツのアルタナファーマ社 (Altana) を買収、世界で25番目の規模の製薬会社となった。同年には米国ブラッドレイ製薬 (Bradley Pharmaceuticals) も買収している。
2011年5月19日、日本の武田薬品工業は、ナイコメッドを同年9月をめどに96億ユーロで買収すると発表し、同年10月1日に完了した。